# Kaiserburg FC
Kaiserburg FC was een Braziliaanse voetbalclub uit Petrópolis in de staat Rio de Janeiro.

## Geschiedenis
De club werd opgericht op 16 maart 2007. In de stad Petrópolis wonen veel Duitse Brazilianen, vandaar de Duitse naam en de clubkleuren van de Duitse vlag. In 2008 nam de club het profstatuut aan en ging spelen in de derde klasse van het Campeonato Carioca. Nadat de club in 2009 niet aan de competitie deelnam keerden ze wel terug in 2010. De club bereikte de tweede fase en werd uitgeschakeld. Na dit seizoen trok de club zich terug uit de competitie.